# 杨伯野召
杨伯野召，翼城（今山西翼城）人，元朝政治人物。

## 生平
1340年接替燕琳任松江府知府一职，1342年由贾桓接任。